# Carlo I di Borbone
Carlo I di Borbone (1401 – Moulins, 4 dicembre 1456) fu il quinto duca di Borbone e il quarto duca d'Alvernia, fu Conte di Clermont e conte di Forez, dal 1434, alla sua morte.

## Origine
Sia Pierre de Guibours in Histoire généalogique et chronologique de la maison royale de France, sia secondo Simon de Coiffier de Moret, nel primo volume della Histoire du Bourbonnais et des Bourbons qui l'ont possédé, Carlo era il figlio primogenito del quarto Duca di Borbone, Conte di Clermont e conte di Forez, Giovanni I e della moglie, la duchessa d'Alvernia e contessa di Montpensier, Maria di Berry, che, secondo ancora Père Anselme era la figlia quartogenita del duca di Berry e d'Alvernia e conte di Poitiers e Montpensier, Giovanni di Francia e della prima moglie Giovanna d'Armagnac, che, secondo i Documens historiques et généalogiques sur les familles et les hommes remarquables du Rouergue, che secondo Père Anselme, era la figlia terzogenita del Conte di Rodez, conte d'Armagnac e di Fezensac e visconte di Lomagne e d'Auvillar, Giovanni I e della contessa di Charolais, Beatrice di Clermont.
Giovanni I di Borbone, ancora, sia secondo Simon de Coiffier de Moret, che Père Anselme era  figlio del secondo Duca di Borbone e Conte di Clermont, Luigi II il Buono e di sua moglie, la Contessa di Forez Anna d'Alvernia, che, secondo l'Extrait des registres de Parlement datato 1436, era l'unica figlia del Conte di Clermont e di Montferrand e Delfino d'Alvernia, Beraldo II e di Giovanna di Forez .

## Biografia
Sua madre, Maria, era al suo terzo matrimonio:
- in prime nozze, aveva sposato, il 29 marzo 1386 nella Cattedrale di Saint-Étienne a Bourges, il conte di Dunois Luigi III di Blois-Châtillon, figlio del Signore di Chimay, di Guise e di Nouvion, Conte di Blois di Dunois e di Soissons e Signore d'Avesnes, Guido II di Blois-Châtillon e di Maria di Namur[11].
 Maria, rimase presto vedova, in quanto Luigi morì il 15 luglio 1391[12], senza eredi[13];
- nel febbraio del 1393, sua madre aveva sposato, in seconde nozze, Filippo d'Artois[12], Connestabile di Francia e conte d'Eu, che, secondo la Chronique des comtes d’Eu era figlio di Giovanni d'Artois, conte di Eu, e d'Isabella di Melun[14].
Maria, rimase vedova, per la seconda volta, in quanto Filippo morì il 15 giugno 1397[12], in una prigione sarracena, secondo il Ex Obituario ecclesiæ Augensis[15], lasciando a Maria quattro figli[16]:
  - Carlo (1394-1472), ultimo conte d'Eu[15];
  - Filippo (1395-1397);
  - Bona (1396-1425), sposò in prime nozze Filippo di Borgogna-Nevers e in seconde nozze Filippo III di Borgogna[17].;
  - Caterina (1397-1420), sposò Giovanni di Borbone-Carency.

Durante la gioventù di Carlo vi furono degli approcci per un eventuale fidanzamento con la coetanea, Caterina di Francia, figlia del re di Francia, Carlo VI e Isabella di Baviera
Alla ripresa della guerra contro gli inglesi, nel 1414, suo padre, Giovanni fu il comandante delle truppe francesi nella Guienna e, nel 1415, fu al seguito del re agli assedi di Compiègne e di Arras; inoltre, nel mese di ottobre, come comandante dell'avanguardia, partecipò alla Battaglia di Azincourt, dove venne catturato dagli inglesi, che lo portarono in Inghilterra e non gli restituirono più la libertà.
Durante la prigionia di suo padre, il ducato venne retto dalla madre, Maria di Berry, che, trasmise quasi intatto a Carlo I, nel 1429, quando Giovanni dalla prigionia intervenne con un documento che stabiliva che Carlo, conte di Clermont governasse in sua vece.
Carlo, che si era schierato con la fazione degli Armagnacchi, si trovava a Parigi, quando, nel maggio del 1418, i Borgognoni conquistarono la città, andarono al potere e numerosi armagnacchi, tra cui Carlo, vennero arrestati e imprigionati; Carlo fu liberato a condizione che si schierasse col duca di Borgogna, Giovanni senza Paura, che gli propose il fidanzamento, accettato da Carlo, con sua figlia, Agnese. Carlo divenne seguace del futuro suocero, Giovanni senza Paura, che governava in nome della regina.
Carlo era tra coloro che, nel 1419, scortarono Giovanni all'incontro di Montereau, dove non fu siglata la pace col delfino, Carlo, ma Giovanni senza Paura fu assassinato.
L'anno dopo, quando il delfino venne diseredato, e la sorella Caterina fu dichiarata erede del regno, Carlo si schierò apertamente col delfino, allontanandosi dal futuro cognato, Filippo III il Buono, nuovo duca di Borgogna.
Questa situazione portò anche una dilazione al progettato matrimonio con Agnese, come ci conferma il documento n. 5204 dei Titres de la maison ducale de Bourbon, datato 13 gennaio 1424, in cui sua madre, Maria, si scusa con il duca di Borgogna per il rinvio del progettato matrimonio di Carlo con Agnese.
Nel 1424, Carlo fu nominato governatore della Linguadoca e, nel 1429, divenne governatore della Champagne.
Nel 1429, Carlo combatté all'Assedio di Orléans, e, dopo la liberazione fu incaricato di rioccupare l'Ile de France.
Carlo fu presente all'incoronazione del re, Carlo VII
Il 30 gennaio 1434, suo padre, Giovanni I, a Londra, fece testamento, in cui oltre che confermare il figlio, Carlo, come erede, chiese di essere temporaneamente sepolto a Londra nella chiesa dei frati francescani, raccomandandosi altresì che la sua salma fosse riportata a Souvigny, per poter essere tumulata vicino ai genitori. Giovanni I morì in prigionia il 5 febbraio 1434); fu sepolto nella chiesa dei Carmelitani, e in un secondo tempo, la salma fu inumata nella chiesa del Priorato di Souvigny, accanto a quella della moglie, Maria, deceduta, anche lei nel 1434.Infatti sua madre, Maria, era morta a Lione, pochi mesi dopo il marito, nel giugno del 1434 e fu tumulata nella chiesa del Priorato di Souvigny, dove fu raggiunta poco dopo dalla salma del marito.
Nel Ducato d'Alvernia, le succedette Carlo, il primogenito, mentre nella Contea di Montpensier, le succedette il figlio cadetto, Luigi.
Carlo riuscì a persuadere il cognato Filippo III di Borgogna ad abbandonare l'alleanza con gli inglesi e a riavvicinarsi al re di Francia. Rappresentò Carlo VII al Trattato di Arras, del settembre 1435, che sancì la pace tra Armagnacchi e Borgognoni.
Nel 1440, Carlo fu tra coloro che appoggiarono la ribellione del delfino, Luigi, ma dopo che il re Carlo VII gli aveva sottratto diverse piazzeforti, si riconciliarono.
Carlo visse gli ultimi anni lontano dalla corte, ritirandosi nei suoi feudi; si deve inoltre a Carlo I quel fervore d'arte che fece di Moulins, capitale del ducato di Borbone, un centro culturale di alta importanza.
Carlo morì il 4 dicembre 1456 e fu tumulato nella chiesa del Priorato di Souvigny.
Alla sua morte, gli succedette il figlio Giovanni (1427-1488), come Giovanni II. A lui poi succedette il fratello Carlo, cardinale Arcivescovo di Lione che morì, dopo aver retto il ducato per alcuni mesi, al quale succedette il fratello minore, Pietro.

## Matrimonio e discendenza
Carlo aveva sposato il 17 settembre 1425, a Autun, Borgogna, Agnese di Borgogna, figlia del conte di Nevers, Duca di Borgogna, conte di Borgogna (Franca Contea), Artois e Fiandre, Giovanni senza Paura e della moglie, Margherita, figlia del duca di Baviera-Straubing Alberto I, conte di Hainaut e di Olanda e di Margherita di Brieg, il contratto di matrimonio era stato redatto il 4 febbraio 1425.
Carlo da Agnese ebbe undici figli:
- Giovanni (1426-1488), duca di Borbone[24];
- Maria (v. 1428-1448), sposa di Giovanni II di Lorena (1425-1470), duca di Lorena e Calabria[33];
- Filippo (nato verso il 1430), signore di Beaujeu, morto giovane[24];
- Carlo (1433-1488), arcivescovo di Lione (1444), cardinale (1476), duca di Borbone (1488)[27];
- Isabella (1437-1465), che sposò nel 1454 Carlo il Temerario (1433-1477), duca di Borgogna[33];
- Luigi (1438-1482), principe-vescovo di Liegi[34];
- Margherita (1438-1483), che sposò nel 1472 Filippo II di Savoia (1438-1497)[33];
- Pietro (1438-1503), signore di Beaujeu, poi duca di Borbone (1488)[27];
- Caterina (v. 1440-1469), che sposò nel 1463 Adolfo di Egmond (1438-1477)[33];
- Giacomo (v. 1443-1468)[35];
- Giovanna (morta nel 1483), che sposò nel 1467 Giovanni IV di Chalon-Arlay (1443-1502), principe d'Orange[33].

Dalle sue numerose relazioni extraconiugali ebbe molti figli illegittimi, tra cui, con Jeanne de Bournan:
- Louis (morto nel 1487), ammiraglio di Francia, che sposò nel 1466 Jeanne de Valois (1447-1519), dama di Mirebeau[33];

mentre da un'altra di cui non si conoscono né il nome né gli ascendenti:
- Renaud, Arcivescovo di Narbona[36].

## Ascendenza
|                       |                        |                               | Genitori                     |  |  | Nonni |  |  | Bisnonni            |  |  | Trisnonni          |  |
|                       |                        |                               |                              |  |  |       |  |  | Pietro I di Borbone |  |  | Luigi I di Borbone |  |
|                       |                        |                               |                              |  |  |       |  |  | Pietro I di Borbone |  |  | Luigi I di Borbone |  |
|                       |                        | Maria di Avesnes              |                              |  |  |       |  |  | Pietro I di Borbone |  |  |                    |  |
| Luigi II di Borbone   |                        |                               |                              |  |  |       |  |  | Pietro I di Borbone |  |  |                    |  |
|                       |                        | Isabella di Valois            | Giovanni II di Francia       |  |  |       |  |  |                     |  |  |                    |  |
|                       |                        | Isabella di Valois            | Giovanni II di Francia       |  |  |       |  |  |                     |  |  |                    |  |
|                       |                        | Isabella di Valois            | Bona di Lussemburgo          |  |  |       |  |  |                     |  |  |                    |  |
| Giovanni I di Borbone |                        | Isabella di Valois            |                              |  |  |       |  |  |                     |  |  |                    |  |
|                       |                        | Beraldo II delfino d'Alvernia | Beraldo I delfino d'Alvernia |  |  |       |  |  |                     |  |  |                    |  |
|                       |                        | Beraldo II delfino d'Alvernia | Beraldo I delfino d'Alvernia |  |  |       |  |  |                     |  |  |                    |  |
|                       |                        | Beraldo II delfino d'Alvernia | Maria de la Vie              |  |  |       |  |  |                     |  |  |                    |  |
| Anna di Forez         |                        | Beraldo II delfino d'Alvernia |                              |  |  |       |  |  |                     |  |  |                    |  |
|                       |                        | Giovanna di Forez             | Guido VII di Forez           |  |  |       |  |  |                     |  |  |                    |  |
|                       |                        | Giovanna di Forez             | Guido VII di Forez           |  |  |       |  |  |                     |  |  |                    |  |
|                       |                        | Giovanna di Forez             | Giovanna di Clermont         |  |  |       |  |  |                     |  |  |                    |  |
| Carlo I di Borbone    |                        | Giovanna di Forez             |                              |  |  |       |  |  |                     |  |  |                    |  |
|                       | Giovanni II di Francia | Filippo VI di Francia         |                              |  |  |       |  |  |                     |  |  |                    |  |
|                       | Giovanni II di Francia | Filippo VI di Francia         |                              |  |  |       |  |  |                     |  |  |                    |  |
|                       | Giovanni II di Francia | Giovanna di Borgogna          |                              |  |  |       |  |  |                     |  |  |                    |  |
| Giovanni di Valois    | Giovanni II di Francia |                               |                              |  |  |       |  |  |                     |  |  |                    |  |
|                       |                        | Bona di Lussemburgo           | Giovanni I di Lussemburgo    |  |  |       |  |  |                     |  |  |                    |  |
|                       |                        | Bona di Lussemburgo           | Giovanni I di Lussemburgo    |  |  |       |  |  |                     |  |  |                    |  |
|                       |                        | Bona di Lussemburgo           | Elisabetta di Boemia         |  |  |       |  |  |                     |  |  |                    |  |
| Maria di Berry        |                        | Bona di Lussemburgo           |                              |  |  |       |  |  |                     |  |  |                    |  |
|                       |                        | Giovanni I d'Armagnac         | Bernardo VI d'Armagnac       |  |  |       |  |  |                     |  |  |                    |  |
|                       |                        | Giovanni I d'Armagnac         | Bernardo VI d'Armagnac       |  |  |       |  |  |                     |  |  |                    |  |
|                       |                        | Giovanni I d'Armagnac         | Cecilia di Rodez             |  |  |       |  |  |                     |  |  |                    |  |
| Giovanna d'Armagnac   |                        | Giovanni I d'Armagnac         |                              |  |  |       |  |  |                     |  |  |                    |  |
|                       |                        | Beatrice di Clermont          | Giovanni di Charolais        |  |  |       |  |  |                     |  |  |                    |  |
|                       |                        | Beatrice di Clermont          | Giovanni di Charolais        |  |  |       |  |  |                     |  |  |                    |  |
|                       |                        | Beatrice di Clermont          | Giovanna di Dargies          |  |  |       |  |  |                     |  |  |                    |  |
|                       |                        | Beatrice di Clermont          |                              |  |  |       |  |  |                     |  |  |                    |  |

### Fonti primarie
- (LA)  (FR)  Recueil des historiens des Gaules et de la France. Tome 23
- (LA)  (FR)  Titres de la maison ducale de Bourbon
- (LA)  Baluze, Preuves de l'Histoire généalogique de la maison d'Auvergne, tome 2.
- (LA)  Preuves de l'Histoire généalogique de la maison d'Auvergne.

### Letteratura storiografica
- (FR)  Documens historiques et généalogiques sur les familles et les hommes remarquables du Rouergue.
- (FR)  Histoire généalogique et chronologique de la maison royale de France, tomus I.
- (FR)  #ES Histoire du Bourbonnais et des Bourbons qui l'ont possédé, Volume 1.
- (FR)  Histoire généalogique et chronologique de la maison royale de France, tomus III.
- (FR)  Histoire de la maison de Chastillon-sur-Marne.